# شينجي هوسوي
شينجي هوسوي (細江慎治 هوسوي شينجي) هو ملحن ياباني ولد في 28 فبراير 1967.

## أعماله في الأنمي

### مسلسلات أنمي تلفزيونية
- نو غيم نو لايف (ضمن سوبرسويب)
- تابو تاتو

## أعماله في ألعاب الفيديو
- سلسلة ألعاب تيكن
  - تيكن 6
  - تيكن تاغ تورنمنت 2
- ناروتو: كلاش أوف نينجا
- ناروتو: كلاش أوف نينجا 2
- دراغون سبيريت
- زينوساغا إيبيسود II: جينسايتس فون غوت أوند بيسي (بالتعاون مع يوكي كاجيورا)
- أسولت (بالتعاون مع كازوؤو نوغوتشي)
- ميتال هوك (بالتعاون مع كازوؤو نوغوتشي)
- ريدج ريسر (بالتعاون مع أياكو ساسو و نوبويوشي سانو)
- سلسلة ألعاب ستريت فايتر
  - ستريت فايتر EX (بالتعاون مع أياكو ساسو وتاكايوكي أيهارا)
  - ستريت فايتر EX2 (بالتعاون مع أياكو ساسو وتاكايوكي أيهارا)
  - ستريت فايتر EX3 (بالتعاون مع أياكو ساسو، تاكايوكي أيهارا وياسوهيسا واتانابي)
- فيكتوريوس بوكسرز: إيبوز رود تو غلوري (بالتعاون مع تاكايوكي أيهارا وناوكي تسوتشيا)
- ناين آورز، ناين بيرسونز، ناين دورز
- زيرو إسكيب: فيرتشوز لاست ريوارد
- زيرو تايم ديليما
- بوشيدو بليد
- سايبر سايكلز
- فيت/إكسترا
- سوبر دراغون بول Z

## وصلات خارجية
- شينجي هوسوي على موقع IMDb (الإنجليزية)
- شينجي هوسوي على موقع ميوزك برينز (الإنجليزية)
- شينجي هوسوي على موقع ميوزك برينز (الإنجليزية)
- شينجي هوسوي على موقع ميوزك برينز (الإنجليزية)
- شينجي هوسوي على موقع ديسكوغز (الإنجليزية)
- شينجي هوسوي على موقع ديسكوغز (الإنجليزية)
- شينجي هوسوي على موقع ديسكوغز (الإنجليزية)

- صفحة IMDb